# Jelena Gněsina
Jelena Fabianovna Gněsinová, (rusky Елена Фабиановна Гнесина, asi 30. května 1874, Rostov na Donu – 4. června 1967, Moskva) byla ruská hudební pedagožka, pianistka a skladatelka.

## Život
Jelena se narodila v rodině státního rabína Fabiana Osipoviče Gněsina. Její matka, Běla Isajevna Fletzinger-Gněsina, byla zpěvačkou, žačkou polského skladatele Stanisława Moniuszka. Své hudební vzdělání započala v Rostově na Donu. Poté studovala na Moskevské konzervatoři hru na klavír u Vasilije Safonova. Jejími dalšími učiteli byli Anton Arenskij a Sergej Tanějev.
Konzervatoř dokončila v roce 1893. Spolu se svými sestrami Jevgenijí a Marií založila v roce 1895 hudební školu, z níž později vznikla Hudební škola sester Gněsinových (Музыкальное училище имени Гнесиных) a Ruská hudební akademie Gněsinových (Российская академия музыки имени Гнесиных). Byla ředitelkou a uměleckou vedoucí, vedla klavírní třídu a výuku metodiky vyučování hry na klavír. Je autorkou klavírní školy a dalších metodické literatury.
Mezi jejími žáky byli např. klavírista Lev Nikolajevič Oborin, skladatel Aram Chačaturjan nebo dirigenti Jevgenij Světlanov, Gennadij Nikolajevič Rožděstvenskij. Její bratr, Michail Fabianovič Gněsin, byl hudební skladatel.
V roce 1954 byla oceněna Leninovým řádem.
Zemřela 4. června 1967 v Moskvě. Je pochována na Novoděvičím hřbitově.

## Dílo

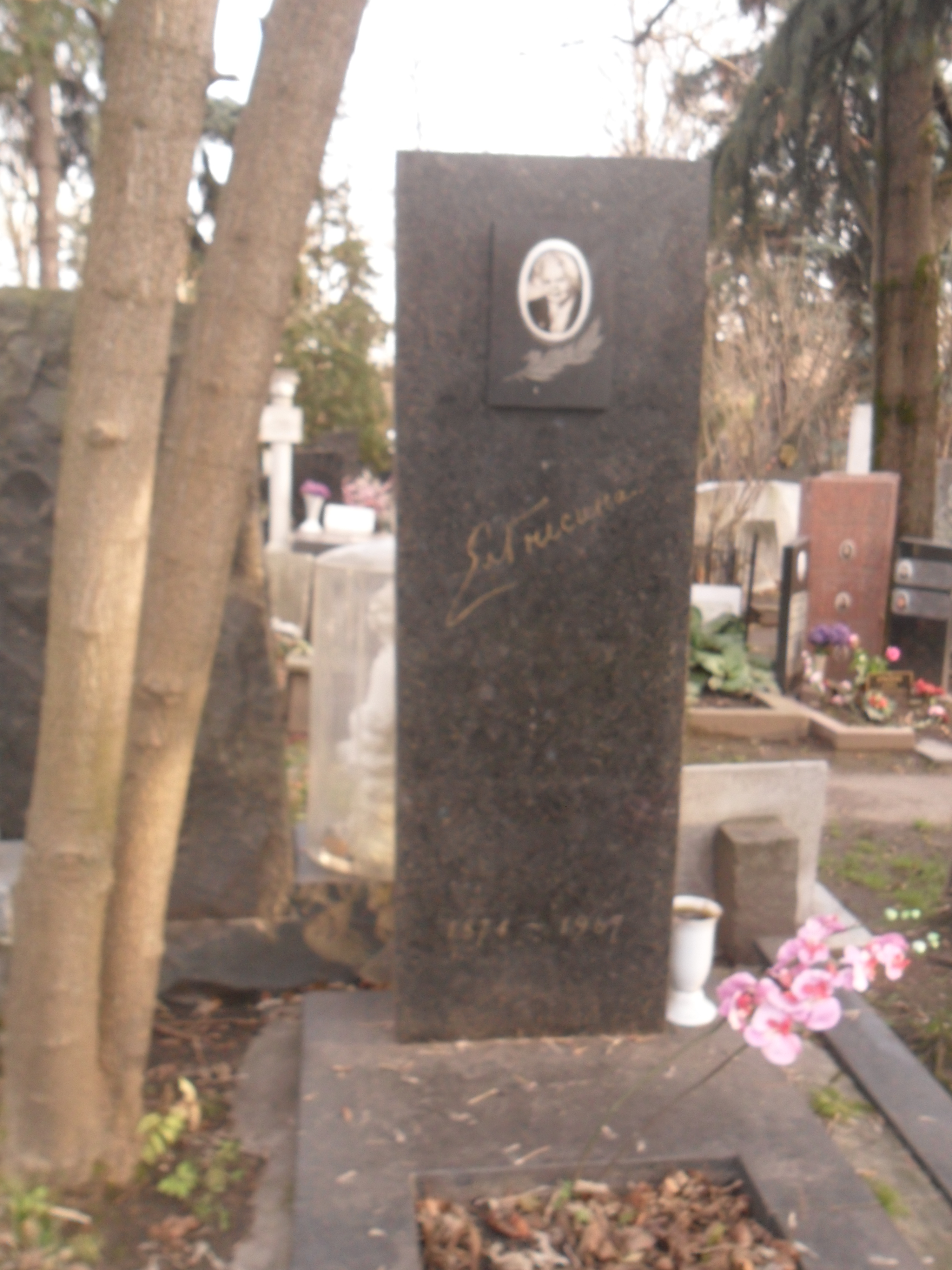
Hrob Jeleny Gněsiny na Novoděvičím hřbitově

Jelena Fabianovna Gněsina komponovala převážně instruktivní literaturu pro klavír.
- Первые шаги (První kroky)
- Фортепиянная азбука (Klavírní abeceda)
- Маленькие этюды для начинающих (Malé etudy pro začátečníky ve čtyřech sešitech)
- Дуэты для маленьких скрипачей (Duety pro malé houslisty)
- Музыкальные диктанты (Hudební diktáty)
- Миниатюры для фортепиано (Miniatury pro klavír)
- Альбом детских пьес для фортепиано (Album dětských skladeb pro klavír)
- Подготовительные упражнения к различным видам фортепианной техники (Přípravná cvičení k různým typů klavírní techniky)
- Ладушки (Paci, paci, pacičky)
- Перезвон (Zvonění)
- Пьески-картинки (Malé obrázky)
- Вариации (Téma a šest malých variací)
- Učebnice náslechu
- Písně na verše Vladimira Vladimiroviče Majakovského
- Чудо-дерево (písně na verše Korněje Čukovského a dalších)